# ジョージ・ルーク
サー・ジョージ・ルーク（英語: Sir George Rooke, 1650年 - 1709年1月24日）は、イギリス海軍の提督。最高位は海軍元帥。フランス海軍との間の海戦指揮で知られ、特にビーゴ湾の海戦での勝利と1704年のジブラルタル攻略で名を残している。

## 生涯

### 青年期
1650年にケント州カンタベリー近郊のセントローレンスで、ジェントリの名家の次男として生まれた。1669年、あるいは1672年に志願入隊者（volunteer）として海軍に入った。英蘭戦争に従軍、1673年には23歳で艦長（post captain）となった。エドワード・スプレイジ提督の知己を得て、順調に出世を重ねた。

### 中堅艦隊指揮官として
1690年には艦隊の第三席司令官（Rear Admiral、後の少将相当）になり、40歳で将官の仲間入りを果たした。大同盟戦争ではさっそく部隊の指揮を執り、ビーチー・ヘッドの海戦に指揮官の一人として参加した。1692年には、エドワード・ラッセルを総司令官とする英蘭連合艦隊に従軍し、後衛戦隊の次席司令官としてバルフルール岬とラ・オーグの海戦を戦った。この海戦でルークは、5月23日から24日にかけてフランス戦列艦12隻を焼き討ちする大きな戦果を上げた。
1693年6月には、イギリス主力艦隊の戦隊指揮官の一人として、スミルナに向かう護送船団の護衛を行った。艦隊主力が途中で護衛を打ち切った後はルークが船団の指揮を引き継ぎ、戦列艦11隻を中心としたルークの戦隊だけが護衛中、フランスのトゥールヴィル伯率いる戦列艦80隻以上が襲いかかった。このラゴスの海戦で約400隻の商船は四散、そのおよそ1/4が拿捕や撃沈されてしまった。もっとも、この敗戦の責任はルークに負わせるべきではなく、情報戦態勢に不備があった政府や海軍上層部が負うべきだとの見方もある。

### 海軍元帥就任
1695年10月にラッセルから主力艦隊の指揮を承継、翌1696年に海軍元帥（Admiral of the Fleet）へ任命された。1697年のレイスウェイク条約による講和成立までの間、イギリス海峡と地中海での任務を継続した。1700年には大北方戦争の冒頭、オランダ海軍との連合艦隊を率いてコペンハーゲンへ出撃した。これは、デンマークにスウェーデン王カール12世軍を上陸させる、ハンス・ヴァヒトマイスター提督のスウェーデン海軍との協同作戦であった。
1702年にスペイン継承戦争が勃発すると、ルークはオーモンド公ジェームズ・バトラーと共にカディスへの遠征を指揮したが失敗に終わった。しかし本国への撤退の途中、スペイン護送船団と遭遇してビーゴ湾の海戦により撃滅できたため、議会に対して申し開きができた。ルークは貴族院の特別委員会の非難を受けたものの、枢密院議員の地位を得た。
1704年にも地中海での作戦行動を行い、5月末にはフランス艦隊と遭遇するが、停船して作戦会議を開く間に逃げられてしまった。同年7月には、ジブラルタル攻略戦で海上部隊を指揮し、占領後の7月24日から8月4日までジブラルタル総督を務めた。8月13日にはマラガの海戦でフランス・スペイン連合艦隊と交戦し、戦術的には引き分けだったものの、ジブラルタルの確保に貢献する戦略的勝利を収めた。

### 退役
1705年2月、ルークは健康上の理由でクラウズリー・ショヴェルと交代して現役を退き、故郷のセントローレンスへ帰って余生を過ごした。退役の背景には、議会におけるトーリー党とホイッグ党の政治対立があったとする見方もあり、トーリー党が自党員であるルークを称賛してホイッグ党員のイングランド軍司令官マールバラ公ジョン・チャーチルを貶めたことから、ホイッグ党の反発を招き、ルークの辞任決断につながったという。
2004年にルークを称える記念碑がジブラルタルに建立された。これは、イギリスのジブラルタル領有300周年の記念行事の一環として行われたものである。

## 人物
海軍指揮官として、それほど有能な人材ではなかったと言われる。決断力に欠ける面があり、戦術上の決断をする際に頻繁に作戦会議を開いたのは、自身の優柔不断さや定見の無さをごまかすためであったとも評される。ビーゴ湾などでの戦勝も、トーマス・ホプスン（en）やジョージ・ビング（en）、ジョン・リークら部下の貢献が大きい。
さほどの能力でもなく、しばしば失敗を犯しながらも海軍の最高の地位にまで上り詰めた点で、幸運に恵まれた人物という評価もある。カディス攻略に失敗してもビーゴ湾の勝利で挽回、地中海で敵艦隊を取り逃がしつつも、急遽行ったジブラルタル攻略やマラガの海戦の成果で不始末を帳消しに出来たからである。

## 関連文献
- Rooke, Sir George (1897). The Journal of Sir George Rooke. London: Publications of the Navy Records Society
- Hattendorf, John B., (2000). "Sir George Rooke and Sir Cloudesley Shovell" in Le Fevre, Peter and Harding, Richard, eds. Precursors of Nelson: British admirals of the eighteenth century. London: Chatham.